# Bombylius spinulosus
Bombylius spinulosus är en tvåvingeart som beskrevs av Hasbenli och Zaitzev 2000. Bombylius spinulosus ingår i släktet Bombylius och familjen svävflugor.
Artens utbredningsområde är Turkiet. Inga underarter finns listade i Catalogue of Life.